# Deutsche Fechtmeisterschaften 2003
Bei den Deutschen Fechtmeisterschaften 2003 wurden Einzel- und Mannschaftswettbewerbe in den Disziplinen Degen, Florett und Säbel ausgetragen. Sie wurden vom Deutschen Fechter-Bund organisiert. Da es im Einzel kein Gefecht um den dritten Platz gab, teilten sich diesen die beiden Halbfinalisten. Die Deutschen Meisterschaften im Florett fanden beim Fecht-Club in Tauberbischofsheim statt, die Degenmeisterschaften in Hamburg und die Säbelmeisterschaften in Weinstadt.

## Herren

### Florett (Einzel)
| Platz | Sportler        | Verein                  |
| ----- | --------------- | ----------------------- |
| 1     | Peter Joppich   | Königsbacher SC Koblenz |
| 2     | André Weßels    | FC Tauberbischofsheim   |
| 3     | Jan-Simon Senft | OFC Bonn                |
| 3     | Johannes Krüger | Königsbacher SC Koblenz |

### Florett (Mannschaft)
| Platz | Verein                  | Sportler |
| ----- | ----------------------- | -------- |
| 1     | FC Tauberbischofsheim   |          |
| 2     | OFC Bonn                |          |
| 3     | Königsbacher SC Koblenz |          |

### Degen (Einzel)
| Platz | Sportler        | Verein                  |
| ----- | --------------- | ----------------------- |
| 1     | Daniel Strigel  | FC Tauberbischofsheim   |
| 2     | Jörg Fiedler    | FC Tauberbischofsheim   |
| 3     | Christoph Kneip | TSV Bayer 04 Leverkusen |
| 3     | Sven Schmid     | FC Tauberbischofsheim   |

### Degen (Mannschaft)
| Platz | Verein                  | Sportler |
| ----- | ----------------------- | -------- |
| 1     | FC Tauberbischofsheim   |          |
| 2     | TSV Bayer 04 Leverkusen |          |
| 3     | Heidenheimer SB         |          |

### Säbel (Einzel)
| Platz | Sportler        | Verein                  |
| ----- | --------------- | ----------------------- |
| 1     | Christian Kraus | TSG Eislingen           |
| 2     | Michael Herm    | TSG Eislingen           |
| 3     | Dennis Bauer    | Königsbacher SC Koblenz |
| 3     | Steven Bauer    | Königsbacher SC Koblenz |

### Säbel (Mannschaft)
| Platz | Verein                  | Sportler                                                  |
| ----- | ----------------------- | --------------------------------------------------------- |
| 1     | TSG Eislingen           | Christian Kraus Michael Herm Harald Stehr Mark Zimmermann |
| 2     | FC Tauberbischofsheim   |                                                           |
| 3     | Königsbacher SC Koblenz |                                                           |

## Damen

### Florett (Einzel)
| Platz | Sportler          | Verein                |
| ----- | ----------------- | --------------------- |
| 1     | Simone Bauer      | FC Tauberbischofsheim |
| 2     | Gesine Schiel     | FC Tauberbischofsheim |
| 3     | Martina Gutermuth | FC Tauberbischofsheim |
| 3     | Katherina Seeger  | ETuF Essen            |

### Florett (Mannschaft)
| Platz | Verein                  | Sportler |
| ----- | ----------------------- | -------- |
| 1     | FC Tauberbischofsheim   |          |
| 2     | OFC Bonn                |          |
| 3     | TSV Bayer 04 Leverkusen |          |

### Degen (Einzel)
| Platz | Sportler       | Verein                |
| ----- | -------------- | --------------------- |
| 1     | Claudia Bokel  | FC Tauberbischofsheim |
| 2     | Kristin Redanz | FC Tauberbischofsheim |
| 3     | Jutta Hoffmann | FC Offenbach          |
| 3     | Imke Duplitzer | Heidenheimer SB       |

### Degen (Mannschaft)
| Platz | Verein                | Sportler |
| ----- | --------------------- | -------- |
| 1     | Heidenheimer SB       |          |
| 2     | FC Tauberbischofsheim |          |
| 3     | Fechtclub Offenbach   |          |

### Säbel (Einzel)
| Platz | Sportler         | Verein             |
| ----- | ---------------- | ------------------ |
| 1     | Sandra Benad     | TSG Eislingen      |
| 2     | Reja Block       | TSV Bayer Dormagen |
| 3     | Diana Maier      | TSG Eislingen      |
| 3     | Davina Hierzmann | TV Alsfeld         |

### Säbel (Mannschaft)
| Platz | Verein                  | Sportler                                             |
| ----- | ----------------------- | ---------------------------------------------------- |
| 1     | TSG Eislingen           | Sandra Benad Diana Maier Sibylle Klemm Siobhan Byrne |
| 2     | Königsbacher SC Koblenz |                                                      |
| 3     | FC Tauberbischofsheim   |                                                      |